# Listă de poeți: Y
A - Ă - B - C - D - E - F - G - H - I - Î - J - K - L - M - N - O - P - Q - R - S - Ș - T - Ț - U - V - W - X - Y - Z

### Y
- Mark Yakich
- John Yau
- William Butler Yeats, (1865-1939), poet irlandez, dramaturg
- Stephen Yenser
- Marguerite Young
- David Young
- Edward Young, (1683-1765)
- Kevin Young (poet), poet american (n. 1970)
- Han Yu
- Yunus Emre, poet turc din secolul al XIII-lea